# No Bed of Roses
No Bed of Roses (bengalisch ডুব ḍub) ist ein bangladeschisch-indisches Filmdrama aus dem Jahr 2017. Regie führte Mostofa Sarwar Farooki, der auch das Drehbuch schrieb. In den Hauptrollen sind Irrfan Khan, Nusrat Imrose Tisha, Rokeya Prachy und Parno Mittra zu sehen.

## Handlung
Ein bengalischer Starregisseur verlässt Ehefrau und Kinder für seine wesentlich jüngere Hauptdarstellerin, eine Freundin seiner Tochter, die die Schuld ihrer Freundin zuschiebt. Die Affäre löst in Bangladesch einen Skandal in den Medien aus.
Die Geschichte dreht sich um die Mitglieder zweier Familien, die nach dem Tod des Familienoberhaupts die feinere Struktur der Liebe entdecken. Das Thema ist, dass der Tod nicht immer Dinge wegnimmt: Manchmal gibt er etwas zurück.

## Produktion und Veröffentlichung
Der Film war Khans letzter bengalischer Film vor seinem Tod. Drehorte waren Bandarban, Dhaka und Rangamati in Bangladesch.
Die Premiere des Films erfolgte am 22. Juni 2017 während des Internationalen Filmfestivals Shanghai. In der Schweiz wurde er am 19. und 28. März 2018 jeweils im Basler Stadtkino aufgeführt.

## Rezeption
Der Film erhielt zwei Filmpreise und wurde für drei weitere nominiert. Er wurde als bangladeschischer Beitrag für den besten fremdsprachigen Film bei der 91. Oscarverleihung ausgewählt, aber nicht nominiert.